# جرید مارتین
جرید مارتین (انگلیسی: Jared Martin؛ زادهٔ ۲۱ دسامبر ۱۹۴۱ - درگذشته ۲۴ مهٔ ۲۰۱۷) هنرپیشه اهل ایالات متحده آمریکا بود.
از فیلم‌هایی که او در آن بازی کرده‌است، می‌توان به آثار زیر اشاره کرد.
- جشن عروسی
- وست‌ورلد (فیلم) (۱۹۷۳)
- انیگما (فیلم ۱۹۸۸) (۱۹۸۷)
- شفت (مجموعه تلویزیونی) (۱۹۷۳)
- ستوان کلمبو (۱۹۷۳)
- کریستی لاو را خبر کن! (۱۹۷۴)
- مرد شش‌میلیون‌دلاری (۱۹۷۸)
- خانواده والتون (مجموعه تلویزیونی) (۱۹۷۸)
- دالاس (مجموعه تلویزیونی ۱۹۷۸) (۱۹۷۹–۱۹۹۱)
- گرگ آسمان (۱۹۸۵)